# Collection Dargaud 16/22
La Collection Dargaud 16/22 est une collection de bandes dessinées des éditions Dargaud, aux titres parfois inédits, au format 16 cm sur 22 cm et dont le premier tome est paru pour la première fois en 1977.

## Liste des titres

### 1977
1. Achille Talon n’a pas tout dit (Achille Talon) par Greg
2. Les mauvais instincts de Valentin (Valentin le vagabond) par Jean Tabary
3. L’épée du paladin (Bob Morane) par Henri Vernes et Gérald Forton
4. L’empire des mille planètes (Valérian) par Jean-Claude Mézières et Pierre Christin
5. Les états d’âme de Cellulite (1ère partie) par Claire Bretécher
6. Rubrique-à-Brac tome 1 (1ère partie) par Gotlib
7. L’école des aigles (Tanguy & Laverdure) par Jean-Michel Charlier et Albert Uderzo
8. Le naufragé du "A" (Philémon) par Fred
9. Le grand voyage (Totoche) par Jean Tabary
10. Et voila le travail par Hubuc
11. Ils voyagent dans le temps pour de l’argent (Timoléon - Time is money) par Fred et Alexis
12. Les poupées de l’ombre jaune (Bob Morane) par Henri Vernes et William Vance
13. Rubrique-à-Brac tome 1 (2nde partie) par Gotlib
14. Les vacances d’Achille Talon (Achille Talon) par Greg
15. Le démon des Caraïbes (Barbe Rouge) par Jean-Michel Charlier et Victor Hubinon
16. Le prisonnier récalcitrant (Valentin le vagabond) par Jean Tabary
17. Le piano sauvage (Philémon) par Fred
18. Pour l’honneur des Cocardes (Tanguy & Laverdure) par Jean-Michel Charlier et Albert Uderzo
19. Les états d’âme de Cellulite (2nde partie) par Claire Bretécher
20. Le secret des 7 temples (Bob Morane) par Henri Vernes et Gérald Forton
21. Achille Talon à 50° de fièvre (Achille Talon) par Greg
22. La cité des eaux mouvantes (Valérian) par Jean-Claude Mérières et Pierre Christin

### 1978
1. Cinemastock tome 1 (1ère partie) par Gotlib et Alexis
2. Le meilleur ami de l’homme (Totoche) par Jean Tabary
3. Pirates du ciel (Tanguy & Laverdure) par Jean-Michel Charlier et Albert Uderzo
4. Une peau de banane dans le temps  (Timoléon - Time is money) par Fred et Alexis
5. L’ABC de la B.D. (Achille Talon) par Greg
6. Salades de saison tome 1 (1ère partie) par Claire Bretécher
7. Le château suspendu (Philémon) par Fred
8. Les fils du dragon (Bob Morane) par Henri Vernes et William Vance
9. Défi à Lucky Luke (Lucky Luke) par Morris et René Goscinny
10. Rubrique-à-Brac tome 2 (1ère partie) par Gotlib
11. Jonathan Cartland (Jonathan Cartland) par Michel Blanc-Dumont  et Laurence Harlé
12. Achille Talon et le mal appris d’amis (Achille Talon) par Greg
13. Les anges noirs (Tanguy & Laverdure) par Jean-Michel Charlier et Jijé
14. Joe le tigre vous salut bien (La jungle en folie) par Mic Delinx et Christian Godard
15. Les as et l’affreux électronique (Les As) par Greg
16. Le fond de l’air est frais (1ère partie) par Fred
17. Le roi des sept mers (Barbe Rouge) par Jean-Michel Charlier et Victor Hubinon
18. Achille Talon voisin d’élite (Achille Talon) par Greg
19. Cinémastock tome 1 (2nde partie) par Gotlib et Alexis
20. Le pays sans étoile (Valérian) par Jean-Claude Mérières et Pierre Christin
21. La ballade des daltons (Lucky Luke) par Morris et René Goscinny
22. Rubrique-à-Brac tome 2 (2nde partie) par Gotlib
23. Horreur judiciaire (La jungle en folie) par Mic Delinx et Christian Godard
24. Achille Talon chante Noël (Achille Talon) par Greg

### 1979
1. Le voyage de l’incrédule (Philémon) par Fred
2. Sonate en colt majeure (Lucky Luke) par Morris et René Goscinny
3. Salades de saison tome 1 (2nde partie) par Claire Bretécher
4. Le fils de Barbe Rouge (Barbe Rouge) par Jean-Michel Charlier et Victor Hubinon
5. Cinémastock tome 2 (1ère partie) par Gotlib et Alexis
6. L’invincible Achille Talon (Achille Talon) par Greg
7. Corrida pour une vache maigre (La jungle en folie) par Mic Delinx et Christian Godard
8. Par les chemins de l’espace (Valérian) par Jean-Claude Mérières et Pierre Christin
9. Mission spéciale (1ère partie) (Tanguy & Laverdure) par Jean-Michel Charlier et Jijé
10. 4 pas dans l’avenir (1ère partie) (Timoléon) par Fred et Alexis
11. Dernier convoi pour l’Oregon (Jonathan Cartland) par Michel Blanc-Dumont  et Laurence Harlé
12. Mission spéciale (2nde partie) (Tanguy & Laverdure) par Jean-Michel Charlier et Jijé
13. Rubrique-à-Brac tome 3 (1ère partie) par Gotlib
14. Snoopy super champion (Snoopy) par Charles Schulz
15. Les mémoires de Submerman (Submerman) par Jacques Lob et Georges Pichard
16. Le semble lune (1ère partie) (Barbarella) par Jean-Claude Forest
17. Cinémastock tome 2 (2nde partie) par Gotlib et Alexis
18. Le fond de l’air et frais (2nde partie) par Fred
19. Perrette et le grand méchant louloup (La jungle en folie) par Mic Delinx et Christian Godard
20. Rubrique-à-Brac tome 3 (2nde partie) par Gotlib
21. Achille Talon et le mystère de l’homme à deux têtes (Achille Talon) par Greg
22. Simbabbad de Batbad (Philémon) par Fred
23. Bonne année Snoopy (Snoopy) par Charles Schulz

### 1980
1. Le semble lune (2nde partie) (Barbarella) par Jean-Claude Forest
2. Quentin Gentil mène l’enquête (Les As) par Greg
3. Le justicier (Lucky Luke) par Morris et René Goscinny
4. Spaghetti et la peintoure à l’houile (Spaghetti) par René Goscinny et Dino Attanasio
5. L’île de l’homme mort (Barbe Rouge) par Jean-Michel Charlier et Victor Hubinon
6. La crise (La jungle en folie) par Mic Delinx et Christian Godard
7. Toujours prêt ! (Snoopy) par Charles Schulz
8. Achille Talon et le quadrumane optimiste (Achille Talon) par Greg
9. Clopinnettes (1ère partie) par Nikita Mandryka et Gotlib
10. Bienvenue sur Alflolol (Valérian) par Jean-Claude Mérières et Pierre Christin
11. Rubrique-à-Brac tome 4 (1ère partie) par Gotlib
12. Snoopy et le Baron Rouge (Snoopy) par Charles Schulz
13. Le grand Zampone (Spaghetti) par René Goscinny et Dino Attanasio
14. Destination Pacifique (Tanguy & Laverdure) par Jean-Michel Charlier et Jijé
15. Le vagabond des limbes (Le vagabond des limbes) par Christian Godard et Julio Ribera
16. Super-Dingo (Super-Dingo) par Walt Disney
17. La légende d’Alexis Mac Coy (Mac Coy) par Jean-Pierre Gourmelen et Antonio Hernandez Palacios
18. Les colères du Mange-minutes (Barbarella) par Jean-Claude Forest
19. L’école des cambrioleurs (Les As) par Greg
20. Clopinettes (2nde partie) par Nikita Mandryka et Gotlib
21. 4 pas dans l’avenir (2nde partie) (Timoléon) par Fred et Alexis
22. Rubrique-à-Brac tome 4 (2nde partie) par Gotlib
23. L’étonnante croisière (Spaghetti) par René Goscinny et Dino Attanasio
24. La planète Mongo (Flash Gordon/Guy l’Eclair) par Alex Raymond
25. Grand Loup (Grand Loup) par Walt Disney
26. Le trésor de Virgule (Achille Talon) par Greg
27. Snoopy et les femmes (Snoopy) par Charles Schulz
28. Les oiseaux du maître (Valérian) par Jean-Claude Mérières et Pierre Christin

### 1981
1. L’émeraude rouge (Spaghetti) par René Goscinny et Dino Attanasio
2. Un nommé Mac Coy (Mac Coy) par Jean-Pierre Gourmelen et Antonio Hernandez Palacios
3. La grande poursuite (Mickey) par Walt Disney
4. Le mouton enragé (La jungle en folie) par Mic Delinx et Christian Godard
5. La flamme de la mort (Flash Gordon/Guy l’Eclair) par Alex Raymond
6. L’empire des soleils noirs (Le vagabond des limbes) par Christian Godard et Julio Ribera
7. L’île des brigadiers (Philémon) par Fred
8. Les révoltés de l’Océane (Barbe Rouge) par Jean-Michel Charlier et Victor Hubinon
9. Spaghetti à la fête (Spaghetti) par René Goscinny et Dino Attanasio
10. Narval coule à pic (Barbarella) par Jean-Claude Forest
11. Rubrique-à-Brac tome 4 (3ème partie) par Gotlib
12. Secret, super-secret (Super-Dingo) par Walt Disney
13. Le complexe sidérurgique (La jungle en folie) par Mic Delinx et Christian Godard
14. Le génie des Alpages (Le génie des Alpages) par F’Murrr
15. Pis que pendre (Grand Loup) par Walt Disney
16. Rio Pecos (Mac Coy) par Jean-Pierre Gourmelen et Antonio Hernandez Palacios
17. Le royaume perdu (Flash Gordon/Guy l’Eclair) par Alex Raymond
18. Ecrivain (Snoopy) par Charles Schulz
19. Les As et l’alchimiste (Les As) par Greg
20. La macumba du gringo par Hugo Pratt
21. Le Grand Duduche tome 1 (1ère partie) par Cabu
22. Le roi des héros (Super-Dingo) par Walt Disney

### 1982
1. Les charognards du Cosmos (Le vagabond des limbes) par Christian Godard et Julio Ribera
2. Spaghetti à Paris (Spaghetti) par René Goscinny et Dino Attanasio
3. La maison de Soopy (Snoopy) par Charles Schulz
4. Le roi des zôtres (Achille talon) par Greg
5. La main dans le sac (Grand Loup) par Walt Disney
6. Rubrique-à-Brac tome 5 (1ère partie) par Gotlib
7. Adieu Spectra (Barbarella) par Jean-Claude Forest
8. Rien ne va plus, les œufs sont faits (La jungle en folie) par Mic Delinx et Christian Godard
9. Pièges pour Mac Coy (Mac Coy) par Jean-Pierre Gourmelen et Antonio Hernandez Palacios
10. Snoopy et les chats (Snoopy) par Charles Schulz
11. Spaghetti à Hollywood (Spaghetti) par René Goscinny et Dino Attanasio
12. Le Grand Duduche tome 1 (2nde partie) par Cabu
13. L’ambassadeur des ombres (Valérian) par Jean-Claude Mérières et Pierre Christin
14. Le monde sous-marin (Flash Gordon/Guy l’Eclair) par Alex Raymond
15. Rubrique-à-Brac tome 5 (2nde partie) par Gotlib
16. La belle au bois ronflant (La jungle en folie) par Mic Delinx et Christian Godard
17. La vie est belle (Snoopy) par Charles Schulz
18. Et l’homme qui vendait du froid (Les As) par Greg
19. Les démons du temps immobile (Le vagabond des limbes) par Christian Godard et Julio Ribera
20. Le feu aux poudres (Super-Dingo) par Walt Disney

### 1983
1. Truc-en-vrac (1ère partie) par Gotlib
2. Les angoisses de Cellulite (1ère partie) par Claire Bretécher
3. Le coquin de sort (Achille Talon) par Greg
4. Snoopy et le sport (Snoopy) par Charles Schulz
5. Il lui faudrait une grande guerre (Le Grand Duduche) par Cabu
6. Le triomphe de Mac Coy (Mac Coy) par Jean-Pierre Gourmelen et Antonio Hernandez Palacios
7. Vive le rêve (Grand loup) par Walt Disney
8. Il fait soif ! (Andy Capp) par Reginald Smythe
9. L’alchimiste suprême (Le vagabond des limbes) par Christian Godard et Julio Ribera
10. Je suis un gros chat (Garfield) par Jim Davis
11. Le croque-mitaine (La jungle en folie) par Mic Delinx et Christian Godard
12. Truc-en-vrac (2nde partie) par Gotlib
13. Snoopy et le grand braque (Snoopy)  par Charles Schulz
14. Le grain de la folie (Achille Talon) par Greg
15. Hägar Dünor (Hägar Dünor) par Dik Browne
16. Comme des bêtes (Le génie des Alpages) par F’Murrr
17. Incroyable, mais super… Vrai ! (Super-Dingo) par Walt Disney
18. Quentin Gentil assuré touriste… (Les As) par Greg
19. Un beau couple (Andy Capp) par Reginald Smythe

### 1984
1. Snoopy et ses amis (Snoopy) par Charles Schulz
2. Anthologies tome 1 (Garfield) par Jim Davis
3. Wanted Mac Coy (Mac Coy) par Jean-Pierre Gourmelen et Antonio Hernandez Palacios
4. Entre chèvre et louve (La jungle en folie) par Mic Delinx et Christian Godard
5. Vikings, haut les cœurs ! (Hägar Dünor) par Dik Browne
6. Il y a de l’embauche (Andy Capp) par Reginald Smythe
7. Viva papa ! (Achille Talon) par Greg
8. Quelle réalité, Papa ? (Le vagabond des limbes) par Christian Godard et Julio Ribera
9. C’est le printemps (Snoopy) par Charles Schulz
10. Anthologies tome 2 (Garfield) par Jim Davis
11. Sur les Terres truquées (Valérian) par Jean-Claude Mérières et Pierre Christin
12. Le fantome de Wah-Kee (Jonathan Cartland) par Michel Blanc-Dumont  et Laurence Harlé
13. A la votre ! (Hägar Dünor) par Dik Browne
14. Moi, faignant (Andy Capp) par Reginald Smythe
15. Drôle d’air pour les As (Les As) par Greg
16. Cactus Joe par Georges Wolinski
17. Ma vie à moi (Achille Talon) par Greg
18. Pitié, j’ai faim ! (Garfield) par Jim Davis
19. Rien que de l’amour ! (Snoopy) par Charles Schulz
20. Les dingodossiers tome 1 (1ère partie) par René Goscinny et Gotlib

## Titres inédits
14 : Les vacances d'Achille Talon
21 : Achille Talon à 50° de fièvre
27 : L'ABC de la B.D.
31 : Défi à Lucky Luke est un titre inédit d'album, cependant il regroupe 6 histoires courtes publiées dans d'autres albums : Défi à Lucky Luke, Arpèges dans la vallée, Promenade dans la ville et La Bataille du riz dans l'album La Bataille du riz de 1972 offert par le réseau Total ; l'histoire courte : Le desperado à la dent de lait publiée dans le 42ème album de la série régulière : 7 histoires de Lucky Luke en 1974 ; et l'histoire courte : La bonne parole dans le 49ème album de la série régulière : La corde du pendu et autres histoires en 1982.
34 : Achille Talon et le mal appris d’amis
40 : Achille Talon voisin d’élite
46 : Achille Talon chante Noël
48 : Sonate en colt majeur est un titre inédit d'album, cependant il regroupe 6 histoires courtes publiées dans d'autres albums : Sonate en colt majeur, L'hospitalité de l'Ouest, Maverick, L'égal de Wyatt Earp, Le colporteur et Passage dangereux dans le 42ème album de la série régulière : 7 histoires de Lucky Luke en 1974.
52 : L’invincible Achille Talon
69 : Bonne année Snoopy est un titre inédit d'album, mais les histoires sont présentes dans l'intégrale de chez Dargaud
72 : Le justicier est un titre inédit d'album, comprenant une histoire courte inédite en album : Le chemin du crépuscule publié pour la première fois dans le magazine Spirou n°1482bis de 1966. Il regroupe également 6 histoires courtes publiées dans d'autres albums : Les Dalton prennent le train, La corde du pendu et Le justicier dans le 49ème album de la série régulière : La corde du pendu et autres histoires en 1982 ; et les histoires courtes : Un amour de Jolly Jumper et Grabuge à Pancake Valley dans le 55ème album de la série régulière : La ballade des dalton et autres histoires en 1986.
76 : Toujours prêt ! est un titre inédit d'album, mais les histoires sont présentes dans l'intégrale de chez Dargaud
81 : Snoopy et le Baron Rouge est un titre inédit d'album, mais les histoires sont présentes dans l'intégrale de chez Dargaud
93 : La planète Mongo est un titre inédit d'album, mais les histoires sont présentes dans l'intégrale de chez Soleil
96 : Snoopy et les femmes est un titre inédit d'album, mais les histoires sont présentes dans l'intégrale de chez Dargaud
102 : La flamme de la mort est un titre inédit d'album, mais les histoires sont présentes dans l'intégrale de chez Soleil
114 : Le royaume perdu est un titre inédit d'album, mais les histoires sont présentes dans l'intégrale de chez Soleil
115 : Ecrivain est un titre inédit d'album, mais les histoires sont présentes dans l'intégrale de chez Dargaud
122 : La maison de Soopy est un titre inédit d'album, mais les histoires sont présentes dans l'intégrale de chez Dargaud
129 : Snoopy et les chats est un titre inédit d'album, mais les histoires sont présentes dans l'intégrale de chez Dargaud
133 : Le monde sous-marin est un titre inédit d'album, mais les histoires sont présentes dans l'intégrale de chez Soleil
136 : La vie est belle est un titre inédit d'album, mais les histoires sont présentes dans l'intégrale de chez Dargaud
143 : Snoopy et le sport est un titre inédit d'album, mais les histoires sont présentes dans l'intégrale de chez Dargaud
147 : Il fait soif !
149 : Je suis un gros chat
152 : Snoopy et le grand braque est un titre inédit d'album, mais les histoires sont présentes dans l'intégrale de Dargaud
158 : Un beau couple
160 : Anthologies tome 1
163 : Vikings, haut les cœurs !
164 : Il y a de l'embauche
167 : C’est le printemps est un titre inédit d'album, mais les histoires sont présentes dans l'intégrale de Dargaud
168 : Anthologies tome 2
171 : A la votre !
172 : Moi, faignant
176 : Pitié, j’ai faim !
177 : Rien que de l’amour ! est un titre inédit d'album, mais les histoires sont présentes dans l'intégrale de Dargaud